# Ото (Золмс-Браунфелс)
Ото фон Золмс-Браунфелс (на немски: Otto von Solms-Braunfels; * 3 януари 1572 в Браунфелс; † 23 юни 1610 при Молсхайм, Елзас) от Дом Золмс е граф на Золмс-Браунфелс в Хунген.
Той е син на граф Конрад фон Золмс-Браунфелс (1540 – 1592) и съпругата му Елизабет фон Насау-Диленбург (1542 – 1603), дъщеря на граф Вилхелм I „Богатия“ фон Насау-Диленбург и втората му съпруга Юлиана фон Щолберг. Племенник е на княз Вилхелм Орански (Мълчаливия) (1533 – 1584).
Братята му са Йохан Албрехт I (1563 – 1623), граф на Золмс-Браунфелс в Браунфелс и Гамбах, Вилхелм I фон Золмс-Браунфелс-Грайфщайн (1570 – 1635), граф на Золмс-Браунфелс в Грайфщайн, и Райнхард (1573 – 1630), граф на Золмс-Браунфелс в Хунген.
Ото умира на 23 юни 1610 г. на 38 години в битката при Молсхайм в Елзас, Франция и е погребан в църквата в Хайделберг.

## Фамилия
Ото се жени на 12 февруари 1604 г. в Бирщайн за графиня Урсула фон Глайхен-Ремда († 20 септември 1625 в Хунген), вдовица на граф Волфганг фон Изенбург-Ронебург-Бюдинген-Келстербах (1533 – 1597), дъщеря на граф Йохан IV фон Глайхен-Ремда († 1567) и Катарина фон Плесе († 1581/1606). Те нямат деца.